# Caída del Imperio romano de Occidente

Mapa animado de la República e Imperio romano entre,
República
Imperio
Imperio Oriental/Bizantino
Imperio de Occidente

La  caída del Imperio romano de Occidente (también conocida como la caída del Imperio romano o la caída de Roma) se refiere al hecho de la pérdida de autoridad sobre su vasto territorio del Imperio romano de Occidente que quedó dividido en numerosas entidades políticas sucesoras (los reinos germánicos). Tradicionalmente, de acuerdo con el criterio del historiador del siglo XVIII Edward Gibbon, se sitúa su final en el año 476 d. C., coincidiendo con la deposición del último emperador romano de Occidente, Rómulo Augústulo, a manos de Odoacro. En esa fecha los invasores «bárbaros» habían establecido su propia autoridad en la mayor parte del área del Imperio de Occidente. No sucedió lo mismo con el Imperio Romano de Oriente que perduró mil años más.
Aunque la caída del Imperio romano de Occidente ha sido objeto de un largo debate historiográfico (Alexander Demandt enumeró doscientas diez teorías diferentes sobre el porqué de la caída de Roma, y nuevas ideas han surgido desde entonces), las investigaciones de los últimos decenios han cuestionado la interpretación tradicional basada en la obra de Gibbon Historia de la decadencia y caída del Imperio romano (1776-1789) de que el Imperio romano tardío fue un período de «decadencia» que le condujo inexorablemente a su «caída».

La historia de su ruina es simple y obvia; y, en lugar de preguntar por qué el Imperio romano fue destruido, deberíamos más bien sorprendernos de que haya subsistido tanto tiempo. Las legiones de reconocimiento, que, en guerras lejanas, adquirieron los vicios de los extranjeros y mercenarios, primero oprimían la libertad de la república, y después violaron la majestuosidad de la púrpura. Los emperadores, deseosos de asegurar su seguridad personal y la paz pública, se limitaron a corromper la disciplina de las tropas que intimidaba tanto al soberano y como a los enemigos; la potencia del gobierno militar se relajó, y finalmente se disolvió, por las instituciones parciales de Constantino; y el mundo romano se vio abrumado por una avalancha de bárbaros.
Edward Gibbon. The Decline and Fall of the Roman Empire, "General Observations on the Fall of the Roman Empire in the West", capítulo 38.

La progresiva difusión del concepto historiográfico de Antigüedad tardía dio una nueva dimensión al debate. Por lo menos desde la época de Henri Pirenne, los estudiosos han descrito la continuidad de la cultura y de la legitimidad política romanas, mucho después de 476. Pirenne pospuso la desaparición de la civilización clásica hasta el siglo VIII. Rechazó la noción de que los bárbaros germánicos hubiesen causado el fin del Imperio romano de Occidente, y se negó a equiparar el final de este con el del cargo de emperador en Italia. Señaló la continuidad de la economía en el Mediterráneo romano, incluso después de las invasiones bárbaras, y sugirió que solo las conquistas musulmanas representaban una ruptura decisiva con la Antigüedad. Así los defensores del concepto de «Antigüedad tardía» han destacado la transformación de la Edad Antigua en la cultura medieval mediante una evolución cultural paulatina. En las últimas décadas, argumentos basados en descubrimientos arqueológicos y en patrones de asentamientos extienden la pervivencia de la cultura material romana incluso hasta el siglo IX. Teniendo en cuenta la realidad política de la pérdida de control de los territorios europeos occidentales por las autoridades imperiales, pero también la continuidad cultural y los datos de las excavaciones arqueológicas que la corroboran, se ha descrito el proceso como una transformación cultural compleja, en lugar de una «caída». «Del siglo XVIII en adelante hemos estado obsesionados con la caída: se la ha tomado como un arquetipo para cada declive percibido, y, por tanto, como un símbolo de nuestros propios miedos», escribió el historiador Glen Bowersock.

## ¿Apogeo, crisis y recuperación?

### Alto Imperio romano

Mapa del Imperio romano a principios del siglo segundo

El Imperio romano alcanzó su mayor extensión geográfica durante el reinado del emperador Trajano (98-117), que gobernó un Estado próspero que se extendía desde Mesopotamia hasta las costas del Atlántico. El imperio contaba entonces con un Ejército numeroso y disciplinado, así como con una extensa Administración Pública basada en las prósperas ciudades que controlaban eficazmente las finanzas públicas. Entre la clase privilegiada culta, el Estado gozaba de legitimidad ideológica como la única civilización aceptable y mantenía la unidad cultural basada en el extendido conocimiento de la literatura y la retórica griegas y romanas. El poder del imperio le permitió mantener desigualdades extremas de riqueza y posición social (incluida la abundante esclavitud), y las redes comerciales de gran alcance permitieron incluso a los hogares modestos utilizar bienes fabricados en tierras lejanas.
El sistema financiero le permitió recaudar copiosos impuestos que, a pesar de la corrupción endémica, sirvieron para sufragar el gran ejército, su logística e instrucción. El cursus honorum, una jerarquía de puestos militares y civiles adecuados para aristócratas, aseguró que los nobles poderosos se familiarizaran con las tareas militares y con la administración civil del Estado. En un nivel inferior dentro del Ejército, como nexo entre los aristócratas y los soldados, se encontraba un gran número de centuriones; bien pagados y alfabetizados, estos eran los responsables de la instrucción y disciplina de sus hombres, de la administración de sus unidades y de la dirección de estas en el campo de batalla. Los gobiernos municipales, con sus propios bienes e ingresos, funcionaban eficazmente a nivel local; la membresía de un ayuntamiento ofrecía lucrativas oportunidades, y, a pesar de sus obligaciones, era vista como un privilegio. Gracias a una serie de emperadores que adoptaron cada uno a un sucesor maduro y capaz (la dinastía Antonina), el imperio no necesitó de guerras civiles para regular la sucesión imperial. Durante los reinados de los mejores emperadores, se les podían presentar solicitudes directamente; las respuestas eran ley y ponían el poder imperial en contacto directo incluso con los súbditos más humildes. La tolerancia entre las distintas religiones paganas produjo concordia religiosa. Las tensiones religiosas fueron raras después del aplastamiento de la revuelta de Bar Kojba en 136 (después de lo cual la Judea devastada dejó de ser un centro de disturbios judíos). La mortandad causada por la peste antonina del 165 entorpeció seriamente los intentos de repeler a los invasores germánicos, pero no impidió que las legiones generalmente consiguieran mantener sus posiciones o recuperar rápidamente los territorios fronterizos perdidos temporalmente.

### Crisis delsigloIII
El Imperio sufrió crisis y contratiempos graves durante el siglo III, entre ellos el surgimiento del Imperio sasánida, que infligió tres derrotas aplastantes a los ejércitos romanos y se mantuvo como una amenaza latente durante siglos. Otros desastres incluyeron varias guerras civiles, invasiones bárbaras y una gran mortandad durante la peste de Cipriano (desde 250 en adelante). Roma abandonó la provincia de Dacia —al norte del Danubio— (271), y, por un corto período de tiempo, el imperio se dividió en tres: un Imperio galo en Occidente (260-274), el de Palmira en el Este (260-273), y un Estado residual en torno a Roma. Crecieron asimismo las amenazas bárbaras en la frontera del Rin y del Danubio, causadas por agrupaciones bárbaras más grandes que habían mejorado su agricultura y contaban con poblaciones mayores que antes. El Imperio superó la crisis del siglo iii empleando su economía para sufragar las labores de defensa, pero a costa de crear un Estado más centralizado y burocrático. Durante el reinado del emperador Galieno, la aristocracia senatorial dejó de ocupar los principales mandos militares: sus miembros carecían de interés en el servicio militar y demostraron incompetencia al mando.

División del Imperio en entre el 260 y el 269 d. C.

### Bajo Imperio romano
Aureliano reunificó el imperio en 274; y desde 284, Diocleciano y sus sucesores lo reorganizaron otorgando más poder al ejército. Juan Lido escribió más de dos siglos después que el ejército de Diocleciano en un momento contaba con 389 704 hombres en tierra y 45 562 en las flotas, cifras que puede que aumentaran después. Debido a las limitadas comunicaciones de la época, las fronteras europeas y las orientales necesitaban contar con sus propios comandantes supremos que las controlasen. Diocleciano trató de resolver este problema mediante el restablecimiento de una sucesión adoptiva con un emperador principal (que ostentaba el título de «Augusto») y uno menor (que tenía el de «César») en cada mitad del Imperio, pero este sistema de tetrarquía degeneró pronto. El principio hereditario se restableció con Constantino el Grande (306-337) quien volvió a unir el Imperio, aunque hacia el final del siglo IV se aceptó en general la necesidad de dividirlo.

Mapa del Imperio romano durante la tetrarquía, en el que se muestran las diócesis y la zona de responsabilidad de cada uno de los cuatro tetrarcas.

Los nuevos gobernantes se deshicieron de la ficción legal de principios del Imperio (cuando se describía al emperador como el primero entre iguales); los emperadores de Aureliano (270-275) en adelante abiertamente se hacían llamar dominus et deus, «señor y dios», títulos que reflejaban la relación de sumisión de los habitantes del imperio a sus soberanos. Se implantaron complejos ceremoniales en las cortes imperiales y se extendió en ellas la adulación. Con Diocleciano, el flujo de solicitudes directas al emperador se redujo rápidamente y pronto cesó por completo. Ninguna otra forma de acceso directo al mandatario los reemplazó: a partir de entonces, el emperador solamente recibía información filtrada por sus cortesanos.
Según Ramsay MacMullen, la crueldad, extorsión y corrupción oficiales es posible que creciesen. Aumentó la extensión, complejidad y violencia del gobierno imperial, pero al mismo tiempo los emperadores perdieron el control sobre sus territorios: la autoridad imperial quedó en manos de aquellos dispuestos a comprarla, asegura MacMullen. Mientras tanto, las familias senatoriales más ricas, exentas del pago de la mayoría de los impuestos, acapararon una parte cada vez mayor de la riqueza y de los ingresos disponibles; al mismo tiempo abandonaron el servicio militar, en el que antaño habían destacado. Un erudito observó un gran aumento del poder adquisitivo del oro, de dos veces y media, entre el 274 y finales del siglo IV, quizá una señal de la creciente desigualdad económica que pudo haber existido entre la casta rica en oro y el campesinado empobrecido.
Dentro del Ejército romano tardío, muchos reclutas e incluso oficiales tenían orígenes bárbaros y se registraron ocasiones en las que los soldados realizaban rituales probablemente de origen bárbaro, como el alzar a los pretendientes al trono en escudos. Algunos estudiosos han visto esto como una indicación de debilidad militar; otros disienten y sostienen que ni el origen bárbaro de las tropas ni estos rituales menoscababan la eficacia o la lealtad del Ejército.

## Antecedentes

### Constantino el Grande y la dinastía constantiniana (313-363)
En 313 Constantino I proclamó la tolerancia oficial del cristianismo, a lo que siguieron en las siguientes décadas el establecimiento de la ortodoxia cristiana y las acciones oficiales y privadas contra los paganos y los cristianos no ortodoxos. Sus sucesores en general continuaron este proceso, y el cristianismo se convirtió en la religión de cualquier funcionario civil ambicioso. Constantino estableció a francos en el margen inferior izquierdo del río Rin; sus asentamientos requirieron una línea de fortificaciones para mantenerlos bajo control, lo que indica que Roma había perdido casi todo el control de la zona. Durante el mandato de Constantino, las ciudades perdieron sus ingresos provenientes de impuestos locales, y bajo Constancio II (que reinó entre 337 y 361) sus propiedades. Esto acentuó la dificultad existente para mantener los ayuntamientos y los servicios prestados por las ciudades se descuidaron o cesaron. Los proyectos de construcciones públicas disminuyeron: había más a menudo reparaciones que nuevas construcciones, y siempre a expensas del Estado y no sufragadas ya por magnates locales que deseasen consolidar su influencia local a largo plazo. El abuso financiero se incrementó con Constancio aún más, con el hábito de este de otorgar a sus allegados los bienes de personas condenadas por traición y otros crímenes; esto redujo los ingresos futuros del Estado, aunque el efecto no fue inmediato; además aquellos cercanos al emperador tenían un fuerte incentivo para estimular sus sospechas de conspiraciones.
Con Constancio, los bandidos llegaron a dominar zonas del interior del imperio como Isauria, lejos de las fronteras. Las tribus de Germania también aumentaron de población y se volvieron más amenazantes. En la Galia, que en realidad no se recuperó de las invasiones del siglo iii, hubo inseguridad generalizada y declive económico en los años 300, posiblemente en especial en Armórica. Hacia el 350, después de décadas de ataques piratas, prácticamente todas las villas de Armórica estaban desiertas, y el uso de dinero cesó aproximadamente en el 360. Los reiterados intentos de economizar en el gasto militar incluían el acantonamiento de tropas en las ciudades, donde difícilmente podía mantenerse la disciplina militar y los soldados podían extorsionar más fácilmente a la población. Excepto en el raro caso de estar bajo el mando de un general decidido e incorruptible, estas tropas resultaron ineficaces en el combate y peligrosas para la población civil. A las tropas de la frontera a menudo se les entregaban tierras en lugar de un salario en moneda; así cultivaban, lo que disminuía el costo de su mantenimiento, pero también lo hacía su eficacia y había menos estímulo económico para la economía de la frontera. Sin embargo, a excepción de las provincias a lo largo del Rin inferior, la economía agrícola era generalmente próspera. El nivel de la alimentación media de la población en Europa noroccidental no pudo recuperarse del deterioro sufrido durante el siglo ii, aunque sí lo lograron las regiones del Mediterráneo.
El número y eficacia de los soldados regulares puede haber disminuido durante el siglo iv: las nóminas estaban infladas para embolsarse el exceso y se vendían las exenciones del servicio; las oportunidades de extorsión personal de los soldados se multiplicaron por residir en las ciudades, y su eficacia se redujo por dedicarse a la extorsión en lugar de al adiestramiento. Sin embargo, la extorsión, la amplia corrupción y la ineficacia ocasional no eran nuevos en el Ejército romano; no hay consenso sobre si su eficacia se redujo significativamente antes del 376. Amiano Marcelino, que era soldado profesional, repite el habitual análisis de que la superioridad de los ejércitos romanos contemporáneos era debido al entrenamiento y la disciplina, no a la especial corpulencia o fuerza de sus soldados. A pesar de una posible disminución de su capacidad para reunir y abastecer grandes ejércitos, Roma mantuvo una actitud ofensiva y notable poderío militar ante lo que percibía como amenazas casi hasta finales del siglo iv.

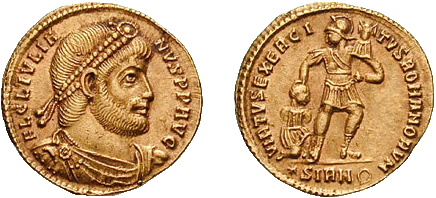
Sólido de Juliano del año 361. Obsérvese la barba de Juliano, digna de un filósofo neoplatónico. La inscripción reza: FL(AVIVS) CL(AVDIVS) IVLIANVS PP(=Pater Patriae, "padre de la nación") AVG(=Augustus). En el reverso, un romano armado, con un estandarte militar en una mano y un cautivo en la otra. Inscripción: VIRTVS EXERCITVS ROMANORVM, «La valentía/virtud del ejército Romano». La marca de abajo es SIRM, Sirmio.

Juliano (360-363) puso en marcha una campaña contra la corrupción oficial que permitió que los gastos presupuestarios de la Galia se redujeran a un tercio de su valor anterior, sin que por ello se dejasen de cubrir todos los gastos gubernamentales. Obtuvo varias victorias contra los germanos que habían invadido la Galia. Todas las sectas cristianas fueron toleradas oficialmente por Juliano, se prohibió la persecución de los herejes y se fomentaron las religiones no cristianas; se obligó incluso a algunos cristianos a devolver la propiedad pagana robada o compensar la que habían destruido. Sin embargo, en lugar de someter toda la Galia firmemente al control central o reducir la carga fiscal, lanzó una costosa campaña contra los persas, que terminó en derrota y en su propia muerte. Joviano en su breve reinado (363-364) tuvo que conceder el norte de la Mesopotamia y el Kurdistán, que habían estado en poder los romanos desde antes de la Paz de Nisibis del 299, para que los persas le permitiesen la retirada.

### Dinastía valentiniana (364-383): la derrota de Adrianópolis
Los hermanos Valente y Valentiniano I afrontaron enérgicamente las amenazas de ataques bárbaros en todas las fronteras occidentales y trataron de aliviar la carga de los impuestos, que habían aumentado continuamente durante los últimos cuarenta años; Valente en Oriente redujo los impuestos a la mitad en su cuarto año de reinado.
Ambos eran cristianos y confiscaron las tierras de los templos que Juliano les había devuelto, pero en general toleraron otras creencias. Valentiniano en Occidente se negó a intervenir en la controversia religiosa; en el Este, Valente tuvo que lidiar con los cristianos que no se ajustaban a sus ideas de la ortodoxia, y en ocasiones empleó la persecución contra estos. Los dioses habían protegido Roma durante siglos, pero su papel fue transferido al Dios cristiano con sorprendente facilidad. La riqueza de la iglesia aumentó de manera espectacular: inmensos recursos, tanto públicos y privados, fueron destinados a la construcción eclesiástica y al sostenimiento de la vida religiosa. Los obispos de ciudades ricas eran por lo tanto capaces de ofrecer grandes patrocinios. Edward Gibbon comentó que «la paga de los soldados se derrochó en multitudes inútiles de ambos sexos, que solo podían alegar los méritos de la abstinencia y la castidad», aunque no hay cifras de los monjes y monjas, ni de sus gastos de manutención. Los rituales y edificios paganos tampoco habían sido baratos, por lo que la conversión al cristianismo puede que no tuviese efectos adversos importantes en las finanzas públicas. La competencia por los puestos eclesiásticos de prestigio en ocasiones también causó algunos desórdenes públicos; cuando accedió al cargo el obispo de Roma Dámaso I en el 366, la elección dejó ciento treinta y siete cadáveres en la basílica de Sicininus.
Valentiniano murió de una apoplejía mientras gritaba a unos enviados de los caudillos germánicos. Sus sucesores en el oeste fueron niños: sus hijos Graciano (375 a 383) y Valentiniano II (375-392). Graciano, «ajeno al arte de gobernar tanto por temperamento y por su formación», retiró el Altar de la Victoria de la Cámara del Senado y rechazó el título pagano de Pontifex Maximus.
En el año 376, Oriente enfrentó una enorme afluencia de bárbaros venidos de allende el Danubio, en su mayoría godos que huían de los hunos. Explotados por funcionarios corruptos en lugar de ser reasentados efectivamente, se levantaron en armas; se les unieron más godos y algunos alanos y hunos. Mientras, Valente estaba en Asia con su ejército principal en campaña, preparándose para atacar a los persas; enfrentarse a los bárbaros hubiera requerido de tiempo para trasladar el ejército y apoyo logístico. Por su parte, los ejércitos de Graciano estaban ocupados tratando de repeler las hordas germánicas venidas de más allá del Rin. En 378 Valente atacó a los invasores con el ejército de campaña del Este, tal vez con unos veinte mil hombres, posiblemente solo el 10 % de los soldados nominalmente disponibles en las provincias del Danubio; en la batalla de Adrianópolis, librada el 9 de agosto del 378, perdió gran parte de ese ejército y su propia vida. Como consecuencia, todas las provincias balcánicas quedaron expuestas a las incursiones enemigas, sin que las guarniciones restantes, que eran «más fácilmente sacrificadas que las ovejas», pudiesen impedirlo. Las ciudades se hallaban protegidas de los bárbaros por sus murallas —estos carecían de equipo de asedio— y por lo general permanecieron intactas, pero el campo sufrió las correrías de los invasores.

### Teodosio el Grande (379-395): el nacimiento del Imperio Cristiano
Graciano designó un nuevo augusto, un experimentado general de Hispania llamado Teodosio. Durante los siguientes cuatro años, Roma restableció parcialmente su fuerza en el este gracias a varias campañas. Estas dependieron de una coordinación y confianza mutua entre los emperadores; entre 379 y 380 Teodosio no solo controló el este del imperio, sino también la Diócesis de Panonia, por acuerdo entre él y Graciano. Teodosio no pudo reclutar suficientes tropas romanas y tuvo que emplear milicias bárbaras, que carecían de la disciplina o la lealtad del Ejército romano. En contraste, durante la guerra cimbria, la república romana, que controlaba un territorio más pequeño que el Imperio occidental, había formado grandes ejércitos regulares de ciudadanos después de derrotas mayores que la de Adrianópolis, y terminó esa guerra logrando casi el exterminio de las grandes agrupaciones bárbaras, cada una con más de cien mil guerreros. El fracaso parcial del reclutamiento de Teodosio pudo haber animado a Vegecio a ofrecer asesoramiento sobre la reforma del Ejército para hacerlo más eficaz (el consejo puede datar de los años 390 o de los 430):

Desde la fundación de la ciudad hasta el reinado del emperador Graciano, la infantería llevaba corazas y cascos. Pero la negligencia y pereza, gradualmente introducidas crearon una relajación total de la disciplina, los soldados comenzaron a pensar en su armadura como demasiado pesada, ya que rara vez la usaban. Primero pidieron permiso del emperador a dejar de lado la coraza y después el casco. En consecuencia de esto, nuestras tropas en sus encuentros con los godos eran a menudo eran abrumadas con sus lluvias de flechas. Tampoco hubo una necesidad de obligar a la infantería a reanudar el uso de sus corazas y cascos, a pesar de tener repetidas derrotas, lo que provocó la destrucción de muchas grandes ciudades. Tropas, indefensas y expuestas a todas las armas del enemigo, estaban más dispuestos a huir que a pelear. ¿Qué se puede esperar de un soldado-arquero sin coraza o casco, que no puede mantener a la vez su arco y escudo; o de los insignias cuyos cuerpos están desnudos, y que no pueden, llevar un escudo y los colores al mismo tiempo? El un soldado encuentra el peso de una coraza y hasta de un casco intolerable. Esto se debe a que es rara la vez ejerce y rara la vez se les pone

El asentamiento godo final fue reclamado con tranquilidad, incluso el oficial panegirista admitió que estos godos no podían ser expulsados o exterminados, ni reducidos a la condición de no libre. En su lugar, fueron reclutados, ya sea en las fuerzas imperiales, o se establecieron en las provincias devastadas a lo largo de la orilla sur del Danubio, donde nunca fueron restablecidas plenamente las guarniciones regulares. En algunos relatos posteriores, y más ampliamente en trabajos recientes, esto es considerado como un asentamiento tratado, la primera vez que se les dio bárbaros un hogar dentro del Imperio en el que mantuvieron su cohesión política y militar. No hubo tratado formal registrado, ni detalles de cualquier acuerdo que se haya hecho realidad, y cuando "los godos" resurgieron en nuestros registros tienen diferentes líderes y son soldados parecidos. En 391 Alarico, caudillo godo, se rebeló contra el control romano. Godos atacaron al propio emperador, pero dentro de un año Alarico fue aceptado como un líder de las tropas godas de Teodosio y la rebelión había terminado.
La posición financiera de Teodosio debe haber sido difícil, ya que tuvo que pagar por hacer una campaña costosa de una base de impuestos reducida. El negocio de controlar a milicias de bárbaros también exigió regalos sustanciales de metales preciosos. Sin embargo, él se representa como económicamente excéntrico, aunque personalmente austero cuando en campaña. Por lo menos un impuesto adicional provocó desesperación y disturbios en los que las estatuas del emperador eran destruidas. Era devoto, un cristiano Niceno fuertemente influenciado por Ambrosio, e implacable contra los herejes. En 392 se prohibió el honor incluso privado a los dioses y ritos paganos como los Juegos Olímpicos. Él ordenó o fue cómplice en la destrucción generalizada de edificios sagrados.
Teodosio tuvo que enfrentarse a un usurpador poderoso en Occidente; Magnus Maximus se declaró emperador en 383, despojó tropas de las regiones periféricas de Britannia (probablemente reemplazando algunos con jefes federales y sus milicias) e invadió la Galia. Sus tropas mataron a Graciano y fue aceptado como Augusto en las provincias galas, donde fue responsable de las primeras ejecuciones oficiales de herejes cristianos. Para compensarle a la corte occidental la pérdida de Galia, Hispania y Britania, Teodosio cedió las diócesis de Dacia y de Macedonia. En 387 Maximus invadió Italia, obligando a Valentiniano II a huir hacia el este, donde aceptó el cristianismo Niceno. Maximus alardeó ante Ambrosio de los números de los bárbaros en sus fuerzas, y hordas de godos, hunos y alanos siguieron a Teodosio. Máximo negoció con Teodosio para su aceptación como el Augusto de Occidente, pero Teodosio se negó, reunió a sus ejércitos, y contraatacó, ganando la guerra civil en 388. Hubo grandes pérdidas de tropas en ambos lados del conflicto. La Leyenda galesa cuenta que Posteriormente las tropas derrotadas de Maximus se reasentaron en Armórica, en lugar de regresar a Britania, y para el 400 Armórica era controlado por bagaudas y no por la autoridad imperial.
Teodosio restauró a Valentiniano II, quien seguía siendo un hombre muy joven, como Augusto en Occidente. También nombró a Arbogasto, un general pagano de origen franco, como comandante en jefe y guardián de Valentiniano. Valentiniano se peleó en público con Arbogasto, no pudo hacer valer cualquier autoridad, y murió, ya sea por suicidio o por asesinato, a la edad de 21. Arbogasto y Teodosio no lograron llegar a un acuerdo y Arbogasto nominó a un funcionario imperial, Eugenio (392-394), como emperador de Occidente. Eugenio hizo algunos intentos modestos para ganar apoyo pagano, y con Arbogasto condujo un gran ejército para luchar otra guerra civil destructiva. Fueron derrotados y muertos en la batalla de las Frigidus, en la que se produjeron más pérdidas grandes especialmente entre los federados godos de Teodosio. Las fronteras del nordeste a Italia nunca fueron una guardia efectiva de nuevo.

El imperio oriental y occidental después de la muerte de Teodosio I en 395

Teodosio murió unos meses más tarde a principios de 395, dejando a sus jóvenes hijos Honorio (395 a 423) y Arcadio (r. 395-408) como emperadores. En el período inmediatamente posterior a la muerte de Teodosio, el magister militum Estilicón, casado con la sobrina de Teodosio, se impuso en Occidente como el guardián de Honorio y comandante de los restos del derrotado ejército occidental. También afirmó control sobre Arcadio en Constantinopla, pero Rufino, magister officiorum en el acto, ya había establecido su propio poder allí. En adelante el Imperio no estaba bajo el control de un solo hombre, hasta que gran parte de Occidente se perdió para siempre. Ni Honorio ni Arcadio jamás muestran ninguna capacidad sea como gobernantes o como generales, y ambos vivirían como los títeres de sus tribunales. Estilicón trató durante el resto de su vida a reunir a tribunales orientales y occidentales bajo su control personal, pero al hacerlo logró solo la continua hostilidad de todos los sucesivos ministros supremos de Arcadio.

## Historia

### 395-406:Estilicón
La ineficiencia de las respuestas militares de Estilicón en adelante ha sido descritas como "impactantes", con poca evidencia de fuerzas de campo indígenas o de una formación, disciplina, pago, o suministro adecuados para los bárbaros que formaban la mayor parte de las tropas disponibles. la defensa local era ocasionalmente efectiva, pero a menudo se asocia con la retirada de control central y los impuestos; en muchas áreas, los bárbaros bajo la autoridad romana atacaron culturalmente "bagaudas".
La corrupción, en este contexto la desviación de las finanzas públicas de las necesidades del ejército, puede haber contribuido en gran medida a la caída. Los ricos aristócratas senatoriales en la misma Roma se hicieron cada vez más influyentes durante el siglo V; apoyaron la fuerza armada en teoría, pero no querían pagar por él u ofrecer sus propios trabajadores como reclutas del ejército. sin embargo, pasaron grandes cantidades de dinero a la Iglesia cristiana. A nivel local, de principios del siglo V, los ayuntamientos perdieron sus propiedades y su poder, que a menudo se fueron concentrando en las manos de unos cuantos déspotas locales más allá del alcance de la ley.
Los emperadores occidentales del siglo V, con breves excepciones, eran individuos incapaces de gobernar con eficacia o incluso de controlar sus propios tribunales. Estas excepciones fueron los responsables de breve, pero notables resurgimientos del poder romano.

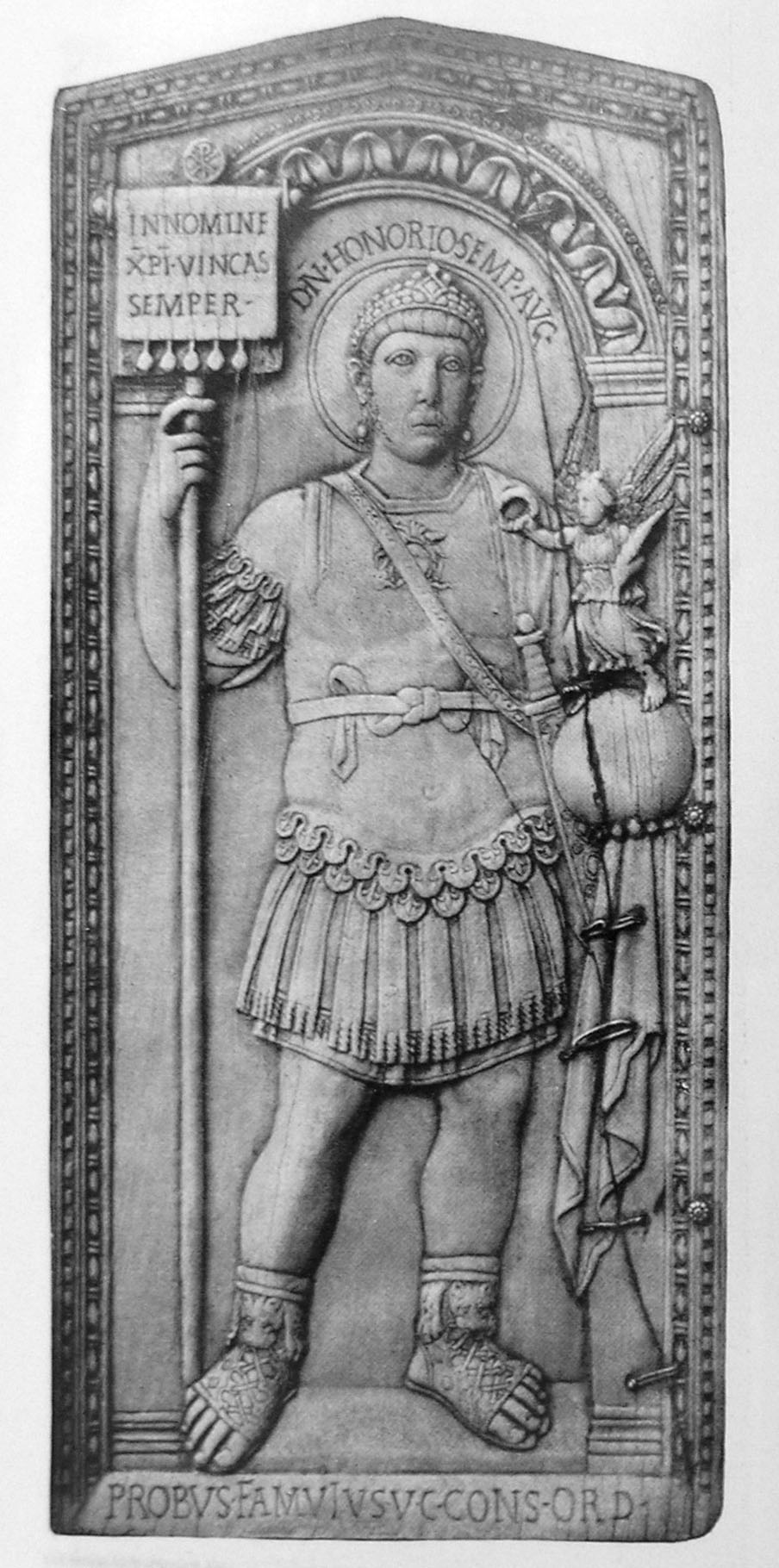
Representación de Honorio en el díptico consular de 406. Le ayuda una Victoria alada en un mundo y lleva una inscripción con el texto "In nomine XRI vincas sempre" ("En el nombre de Cristo tú siempre conquistarás).

Sin un gobernante autoritario, las provincias balcánicas cayeron rápidamente en el desorden. Alarico estaba decepcionado por sus esperanzas de un ascenso a magister militum después de la batalla del Frigido. Dirigió nuevamente a tribus godas en armas y se estableció como un poder independiente, arrasando el campo hasta las murallas de Constantinopla. Las ambiciones de Alarico para un cargo romano a largo plazo no eran suficientemente aceptables para las cortes imperiales romanas, y sus hombres nunca pudieron establecerse el tiempo suficiente para cultivar en cualquier área. Ellos no mostraron ninguna inclinación de dejar el Imperio y enfrentar a los hunos de los que habían huido en 376; de hecho los hunos seguían causando otras migraciones que a menudo terminaban atacando a Roma. El grupo de Alarico nunca fue destruido ni expulsado del Imperio, ni disgregado bajo la dominación romana.
Estilicón se trasladó con sus restantes fuerzas móviles a Grecia, una clara amenaza para el control de Rufino del imperio oriental. Rufino, que carecía de fuerzas adecuadas, alistó a Alarico y sus hombres, y los envió a Tesalia para evitar la amenaza de Estilicón. La batalla no tuvo lugar. Estilicón se vio obligado a enviar a algunas de sus fuerzas orientales a casa. y fueron a Constantinopla bajo el mando de Gainas, un godo con un gran número de seguidores godos. A su llegada, Gainas asesinó a Rufino, y fue nombrado magister militum de Tracia por Eutropio, el nuevo ministro supremo y el único cónsul eunuco de Roma, quien controlaba a Arcadio "como si fuera una oveja". Estilicón obtuvo unos soldados más desde la frontera alemana y continuó haciendo una campaña ineficaz contra el imperio oriental; de nuevo fue confrontado con éxito por Alarico y sus hombres. El año siguiente, 397, Eutropio llevó personalmente a sus tropas a la victoria sobre algunos hunos que estaban merodeando en Asia Menor. En consecuencia, con su posición fortalecida declaró a Estilicón como enemigo público, y estableció como magister militum a Alarico en Iliria. Un poema de Sinesio asesora al emperador para mostrar la hombría y eliminar un "salvaje cubierto de piel" (probablemente Alarico) a partir de los consejos del poder y sus bárbaros del ejército romano. No sabemos si Arcadio nunca tuvo conocimiento de la existencia de este consejo, pero no tuvo ningún efecto conocido. Sinesio, originario de una provincia que sufrió los estragos generalizados de unos bárbaros pobres pero codiciosos, también se quejó de "la guerra en tiempos de paz, casi peor que la guerra bárbara y que surge de la indisciplina militar y la codicia del oficial".

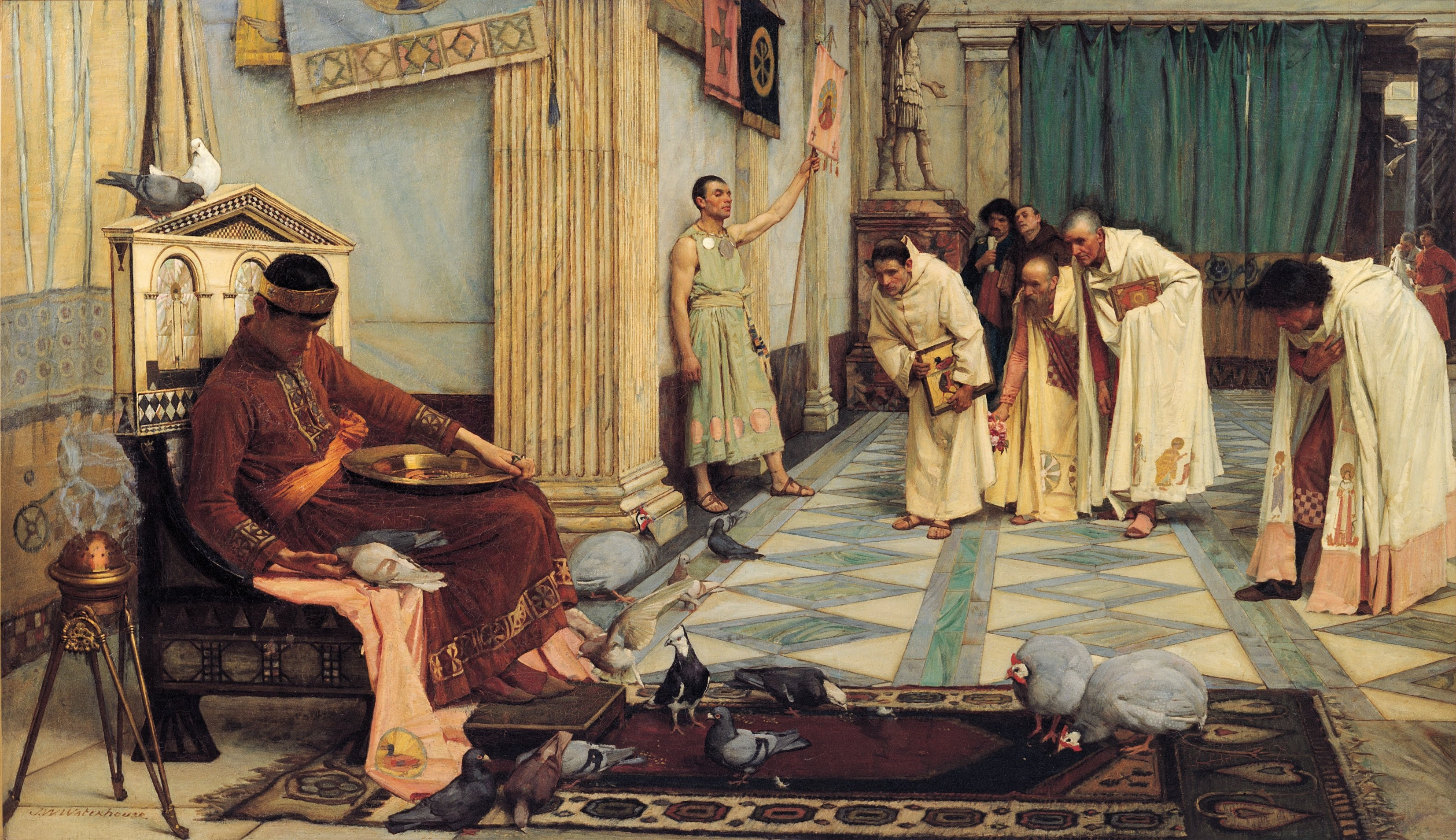
"Los favoritos del Emperador Honorio", de John William Waterhouse, 1883

El magister militum en la diócesis de África se levantó contra el Este y detuvo el suministro de grano a Roma. Italia no se había alimentado por sí misma durante siglos y no podría hacerlo. En 398 Estilicón envió a sus últimas reservas, unos pocos miles de hombres, para volver a tomar la diócesis de África, y fortaleció su posición aún más cuando casó a su hija María con Honorio. A lo largo de este período Estilicón, y todos los demás generales, estaban desesperadamente cortos de reclutas y suministros. En 400 Estilicón fue acusado de enrolar por la fuerza a los «laetus, alamanes, sármatas, vagabundos, hijos de veteranos» o cualquier otra persona obligada a servir. Había llegado al fondo de su piscina de reclutamiento Aunque personalmente no era corrupto, era muy activo en la confiscación de activos; la máquina financiera y administrativa no estaba produciendo suficiente apoyo para el ejército.

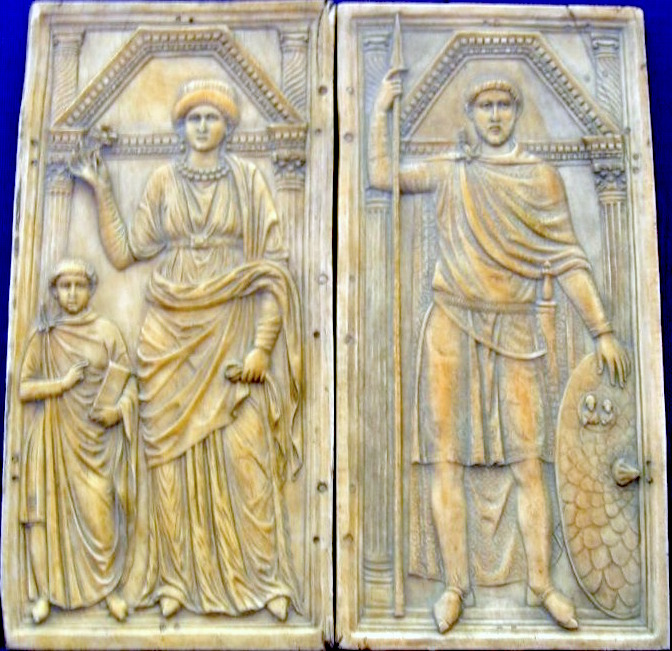
Díptico de marfil de la catedral de Monza, que se cree que representa a Estilicón (derecha) con su esposa Serena y su hijo Eucherius, 395.

En 399 la rebelión de Tribigild en Asia Menor permitió a Gainas acumular un ejército importante (en su mayoría godos), y convertirse en supremo en la corte del Este, y ejecutar a Eutropio. Ahora sentía que podía prescindir de los servicios de Alarico y trasladó nominalmente la provincia de Alarico al oeste. Este cambio administrativo retiró el rango romano de Alarico y su derecho a la provisión legal de sus hombres, dejando a su ejército —la única fuerza significativa en los devastados Balcanes—. Como un problema para Estilicón. En 400 los ciudadanos de Constantinopla se rebelaron contra Gainas y masacrarón a mucha de su gente, soldados y sus familias, que podían atrapar. Algunos godos construyeron balsas y trataron de cruzar la franja de mar que separa Asia de Europa; la armada romana los mató. A principios de 401, se paseó la cabeza empalada de Gainas por Constantinopla, mientras que otro general godo se convertía en cónsul. Mientras tanto, grupos de hunos comenzaron una serie de ataques en todo el Danubio, y los isauros merodeaban en Anatolia.
En 401 Estilicón viajó a los Alpes a Recia, para reunir más tropas. Dejó el Rin defendido solo por el «miedo» a las represalias romanas, en lugar de por fuerzas adecuadas y capaces. A principios de primavera, Alarico, probablemente desesperado, invadió Italia y condujo a Honorio hacia el oeste de Mediolanum, lo asedió hasta Asti. Estilicón regresó tan pronto como los pases se habían despejado, encontrándose con Alarico en dos batallas (cerca de Pollentia y Verona), sin resultados decisivos. A los godos, debilitados, se les permitió retirarse a Iliria, donde la corte occidental nuevamente le dio un cargo a Alarico, aunque solo como comite y solo sobre de Dalmacia y Pannonia Secunda en lugar de la totalidad de Iliria. Estilicón supuso probablemente que este pacto le permitiría al gobierno italiano tener orden y reclutar nuevas tropas. También pudo haber planeado con la ayuda de Alarico relanzar sus intentos de obtener el control sobre la corte oriental.

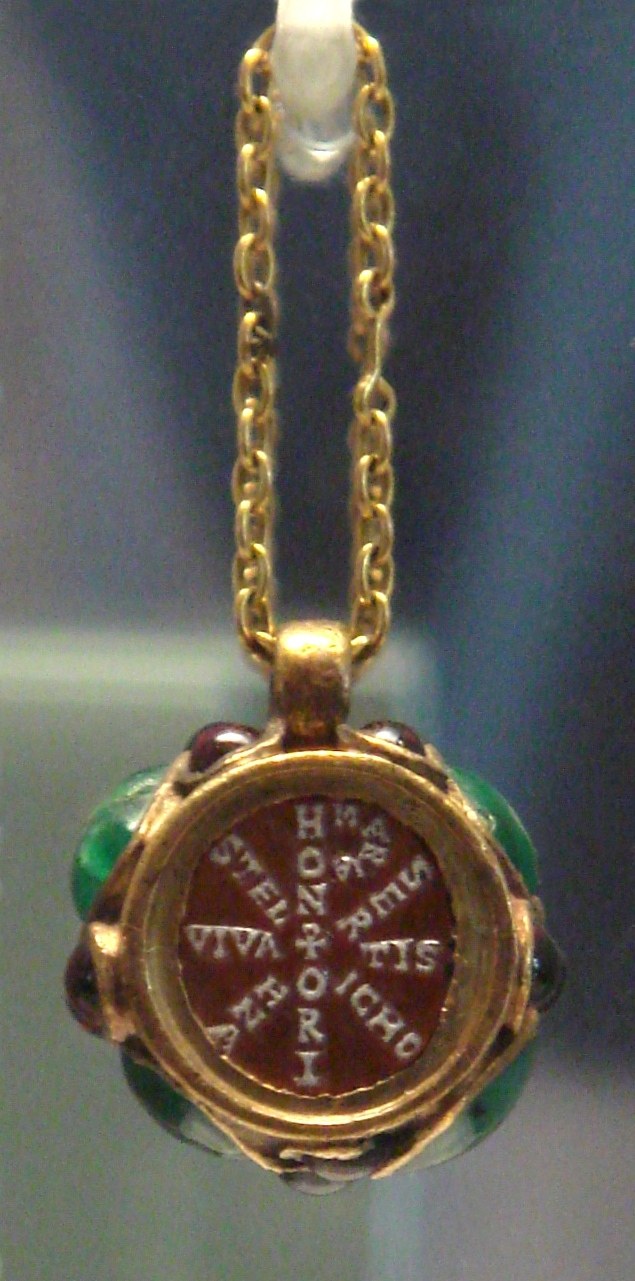
Pendiente cristiano de la Emperatriz Maria, hija de Estilicón, y esposa de Honorius. Museo del Louvre. La leyenda del pendiente dice, alrededor de la cruz central (en el sentido del movimiento de las agujas del reloj):
HONORI
MARIA
SERINA
VIVATIS
STELICHO.
las letras de un Christograma

Sin embargo, en 405, Estilicón se distrajo por una nueva invasión del norte de Italia. Otro grupo de godos que huyen de los hunos, liderados por Radagaiso, devastó el norte de Italia durante seis meses antes de que Estilicón pudiera reunir suficientes fuerzas para tomar acciones contra ellos. Estilicón llamó a tropas de Britannia y la profundidad de la crisis se demostró cuando instó a todos los soldados romanos para permitir a que sus esclavos personales para luchar junto a ellos. Sus fuerzas, incluyendo auxiliares Hunos y Alanos, puede que hayan ascendido a algo menos de 15 000 hombres. Radagaiso fue derrotado y ejecutado y 12 000 de los prisioneros fueron puestos al servicio de Estilicón Estilicón continuó las negociaciones con Alarico; Flavio Aetius, hijo de uno de los principales partidarios de Estilicón, fue enviado como rehén a Alarico en 405. En 406 Estilicón, enterado de que nuevos invasores y rebeldes que habían aparecido en las provincias del norte, insistió en hacer la paz con Alarico, probablemente, sobre la sospecha de que Alarico se preparaba para movilizarse ya sea contra la corte del Este o contra de los rebeldes en la Galia. El Senado resintió profundamente la paz con Alarico; en 407, cuando Alarico marchó en Noricum y exigió un gran pago por su esfuerzo de defender los intereses de Estilicón, el Senado, "inspirado por el coraje, en lugar de la sabiduría, de sus predecesores", eligió la guerra. Un senador famoso declamó non est ista pax, sed pactio servitutis ("Esto no es paz, sino un pacto de servidumbre"). Sin embargo, Estilicón pagó cuatro mil libras de oro. Y mandó a Sarus, un general godo, sobre los Alpes para hacer frente al usurpador Constantino III, este perdió y apenas escapó, dejando su equipaje a los bandidos que ahora infestaban los pasos alpinos.
La emperatriz María, hija de Estilicón, murió en 407 o principios del 408 y su hermana Aemilia Materna Thermantia se casó con Honorio. En Oriente, Arcadio murió el 1 de mayo 408 y fue reemplazado por su hijo Teodosio II; Estilicón parece que llegó a haber planeado marchar a Constantinopla, e instalar allí un régimen leal a sí mismo. También puede haber tenido la intención de dar a Alarico una posición oficial de senior y mandarlo contra los rebeldes en la Galia. Antes de que pudiera hacerlo, mientras él estaba ausente en Ticinum dirigiendo un pequeño destacamento, un sangriento golpe de Estado en contra de sus partidarios se llevó a cabo en la corte de Honorio. Fue dirigido por la propia obra de Estilicón, Olimpio.

### 406-410: Caída de Estilicón y reacción de Alarico (saqueo de Roma de 410)
En Bononia, Estilicón se entera de las noticias del golpe de Estado (donde probablemente estaba esperando Alarico). Su pequeña escolta de bárbaros fue dirigida por Sarus, quien se rebeló contra él. Sus tropas godas masacraron el contingente huno mientras dormían, y luego se retiraron hacia las ciudades en las que sus familias fueron alojadas. Estilicón ordenó que estas tropas no fueran admitidas, pero, ahora, sin un ejército, se veía obligado a huir para sobrevivir, siendo finalnente asesinado.
Alarico fue declarado nuevamente enemigo del emperador. Los conspiradores luego masacraron a las familias de los soldados federados (por ser presuntos partidarios de Estilicón, aunque probablemente se habían rebelado contra él), y las tropas desertaron en masa a favor de Alarico. Los conspiradores parecen haber dejado que su principal ejército se desintegrara, y no contaban con sistema político alguno, salvo la caza de los partidarios de Estilicón. Italia, a partir de entonces, se quedó sin fuerzas locales de defensa. Heracliano, un coconspirador de Olimpio, se convirtió en gobernador de la diócesis de África, donde controló la fuente de la mayoría de los granos de Italia, y utilizó ese poder para los intereses del régimen de Honorio.
Como un "enemigo del emperador" declarado, a Alarico se le negó la legitimidad que necesitaba para recaudar impuestos y para mantener las ciudades sin grandes guarniciones, que no podía permitirse el lujo de separar. Él volvió a ofrecer retirar a sus hombres, esta vez a Panonia, a cambio de una modesta suma de dinero y el modesto título de comite, pero se le negó por ser partidario de Estilicón. Se trasladó a Italia, probablemente utilizando la ruta y materiales dispuestos para él por Estilicón, sin pasar por la corte imperial de Rávena —que estaba protegida por pantanos y tenía un puerto— y amenazó a la propia ciudad de Roma. En el 407 no hubo respuesta decidida como en la batalla de Cannas en el 216 a. C., cuando toda la población romana, incluso esclavos, se había movilizado para enfrentar al enemigo.
Las operaciones militares de Alarico se centraron en el puerto de Roma, a través del cual el suministro de grano de Roma tenía que pasar. El Primer asedio de Roma por Alarico en 408 causó una hambruna terrible dentro de sus paredes. Este terminó con un pago que, aunque era grande, era menos que lo que uno de los senadores más ricos podría haber proporcionado. Los aristócratas más pudientes hicieron una pequeña contribución; templos paganos fueron despojados de adornos para completar el total. Con promesas de libertad, Alarico también reclutó a muchos de los esclavos en Roma.
Alarico se retiró a la Toscana y reclutó a más esclavos. Ataulfo, un godo en el servicio romano y cuñado de Alarico, marchó a través de Italia para unirse a Alarico a pesar de tomar las bajas de una pequeña fuerza de mercenarios hunos liderados por Olimpio. Sarus era un enemigo de Ataúlfo, y a la llegada de Ataúlfo volvió a entrar en servicio imperial.
Saqueo de Roma (410)
En 409 Olimpio fue capturado, y se le cortaron las orejas antes ser golpeado hasta la muerte. Alarico intentó negociar de nuevo con Honorio, pero sus demandas (ahora más moderadas, solamente tierra en la frontera y comida) fueron exageradas por el mensajero y Honorio respondió con insultos, los cuales fueron reportados textualmente a Alarico. Se interrumpieron las negociaciones y el enfrentamiento continuó. La corte de Honorio hizo negociaciones con el usurpador Constantino III en la Galia y acordaron traer fuerzas de hunos a Italia. Alarico asoló Italia fuera de las ciudades fortificadas, y los romanos se negaron a dar batalla abierta (para los que tenían fuerzas inadecuadas). A finales de año Alarico envió obispos para expresar su disposición a dejar Italia solo si Honorio concedía a su pueblo un suministro de granos. Honorio, sintiendo debilidad, se negó rotundamente.
Alarico se trasladó a Roma y capturó a Gala Placidia, hermana de Honorio. El Senado, en Roma, a pesar de su aversión por Alarico, ahora estaba tan desesperado como para darle casi cualquier cosa que quisiera. No tenían comida que ofrecer, pero trataron de darle reconocimiento imperial; con la aquiescencia del Senado, puso a Prisco Atalo como su emperador títere, y marchó a Rávena. Honorio planeaba huir a Constantinopla cuando un ejército de refuerzos de 4000 soldados del Este desembarcó en Rávena. Estos rodearon los muros y Honorio quedó atrapado. El director de la corte de seguidores de Constantino fue ejecutado y este abandonó los planes para marchar en defensa de Honorio. Atalo no logró establecer control sobre la diócesis de África, y ningún grano llegó a Roma, donde el hambre se hizo aún más grave, hasta el punto de que se produjeron actos de canibalismo dentro de las paredes como informa Jerónimo de Estridón. Atalo no trajo a Alarico ninguna ventaja real, fallando también en llegar a un acuerdo útil con Honorio (a quien le ofreció mutilación, humillación y exilio). De hecho la afirmación de Atalo era un indicador de la amenaza a Honorio, y Alarico lo destronó al cabo de unos meses.
En 410 Alarico tomó Roma por el hambre, saqueada durante tres días (había relativamente poca destrucción, y en algunos lugares santos cristianos sus hombres incluso se abstuvieron de demolición indiscriminada y violación), e invitó a sus esclavos bárbaros restantes a unirse a él, lo que muchos hicieron. La ciudad de Roma era la sede de las más ricas familias de la nobleza senatorial y el centro de su patronazgo cultural; para los paganos era el origen sagrado del imperio, y para los cristianos el asiento del heredero de San Pedro, el Papa Inocencio I, el obispo de mayor autoridad de Occidente. Roma no se había rendido a un enemigo desde la batalla de Alia más de ocho siglos antes. Refugiados extendieron la noticia y sus historias por todo el Imperio, y el significado de la caída se debatió con fervor religioso. Los cristianos y los paganos escribieron tratados amargos, culpando al paganismo o al cristianismo, respectivamente, por la pérdida de la protección sobrenatural de Roma, y en ambos casos culpando a los fracasos terrenales de Estilicón. Algunas respuestas cristianas predecían la inminencia del Día del Juicio. Agustín en su libro "Ciudad de Dios" rechazó en última instancia, la idea pagana y cristiana de que la religión debe tener beneficios mundanos; desarrolló la doctrina de que la Ciudad de Dios en el cielo, sin daños por desastres mundanos, era el verdadero objetivo de los cristianos. En términos más prácticos, Honorio fue brevemente persuadidó a dejar de lado las leyes que prohíben a los paganos ser oficiales del ejército, de modo que Generidus podría restablecer el control romano en Dalmacia. Generidus hizo esto con eficacia inusual; sus técnicas fueron notables para este periodo, en el que se incluyen la formación de sus tropas, disciplinarlos, y darles suministros adecuados, incluso si tenía que usar su propio dinero. Las leyes penales fueron reintegradas a más tardar el 25 de agosto 410 y la tendencia general de la represión del paganismo continuó.

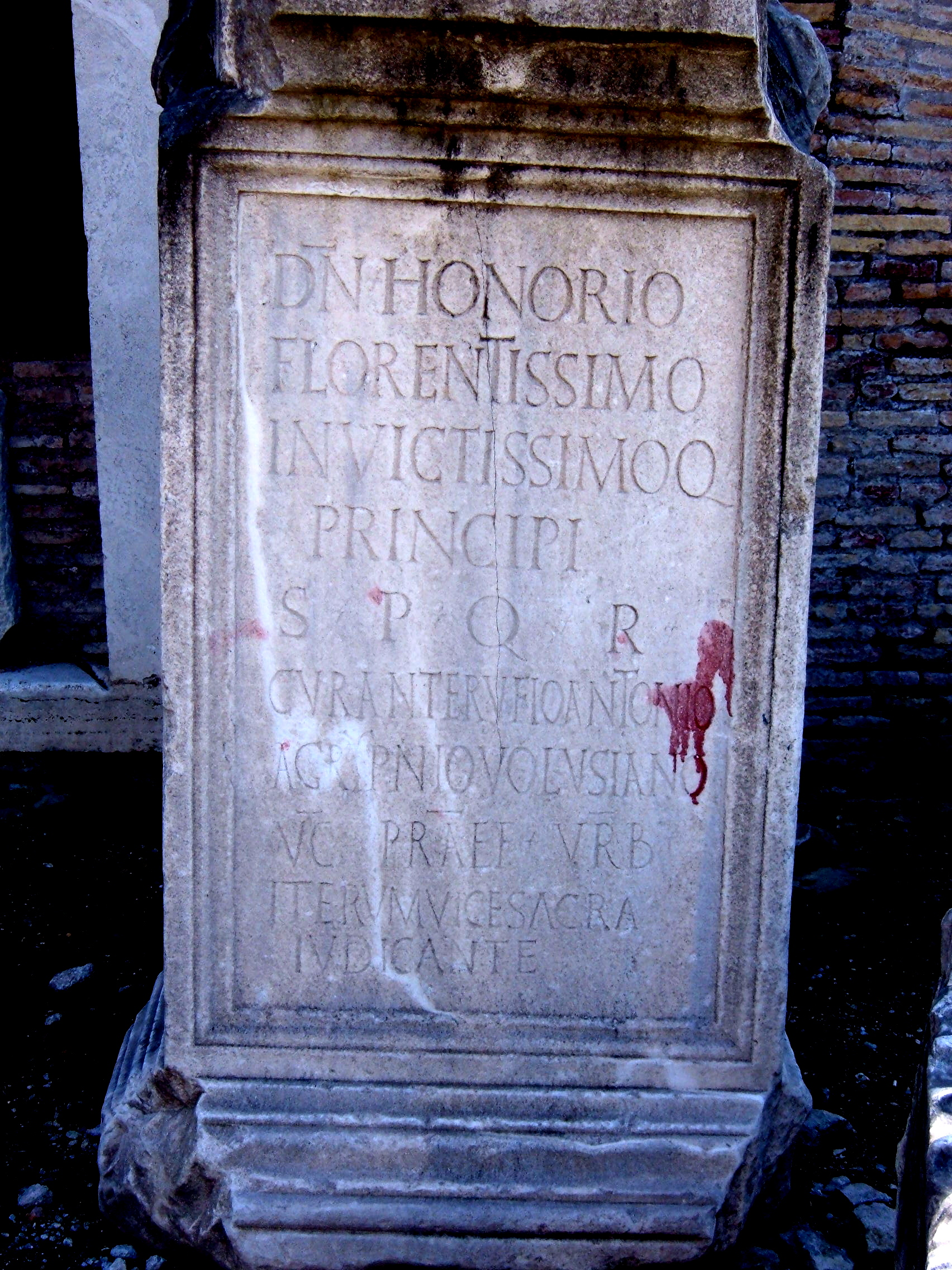
Inscripción honrando a Honorius, como florentissimo invictissimoque, excelentísimo e invencible, 417-418, Forum Romanum

Procopio menciona una historia en la que Honorio, al oír que Roma había "perecido", quedó impactado, pensando que las noticias se referían a su gallo llamado "Roma". al escuchar que la Roma misma había caído suspiro en signo de alivio:

Se dice que en el momento que el emperador Honorio en Rávena recibió el mensaje de uno de los eunucos, evidentemente, un guardián de las aves de corral, de que Roma había perecido. Y éste clamó y dijo: "¡Y sin embargo, acaba de comer de mis manos!" Porque él tenía un gran gallo, llamado Roma; y el eunuco comprendiendo sus palabras, aclaró que era la ciudad de Roma, la que había perecido a manos de Alarico, y el emperador con un suspiro de alivio respondió rápidamente: "Pero yo pensaba que mi ave Roma había perecido." Tan grande, dicen, fue la locura con la que estaba poseído este emperador.
Procopio, Las Guerras Vándalas (De Bellis III.2.25-26)

Alarico luego se trasladó al sur, con la intención de navegar a África, pero sus barcos naufragaron en una tormenta y poco después murió de fiebre. Su sucesor Ataúlfo, siendo considerado como un usurpador y teniendo en cuenta solo las garantías y acuerdos a corto plazo de los suministros, se trasladó al norte en el torbellino de la Galia, donde había alguna perspectiva de alimentos. Su supergrupo de bárbaros fueron llamados los visigodos en obras modernas. Puede que hayan estado desarrollando su propio sentido de la identidad

### 406-418: Invasiones bárbaras, revueltas bagaudas y pérdida de Britania
La invasión del Rin en 406 trajo números inmanejables de bárbaros alemanes y Alanos (quizás unos 30 000 guerreros, 100 000 personas) en la Galia. Es posible que hayan estado tratando de escapar de los hunos, que avanzaban para ocupar la Gran Llanura húngara. Los próximos años, las tribus bárbaras que habían cruzado el Rin vagaban en busca de alimento y empleo, mientras que fuerzas Romanas luchaban entre sí en el nombre de Honorio y un número de reclamantes que competían por el trono imperial.
Las tropas restantes en Britannia tuvieron una sucesión de usurpadores imperiales. El último, Constantino III, levantó un ejército de las tropas restantes en Britannia, invadió la Galia y derrotó las fuerzas leales a Honorio lideradas por Sarus. El poder de Constantino llegó a su punto máximo en 409 cuando controlaba la Galia y más allá, fue cónsul junto con Honorio y su magister militum Geroncio derrotó a la última fuerza romana para tratar de mantener las fronteras de Hispania, dirigido por los familiares de Honorio; Constantino los ejecutó. Gerontius fue a Hispania, donde él pudo haber asentado a los vándalos, suevos y asdingos. Gerontius luego se peleó con su amo y puso a Maximus como su propio emperador títere. Derrotó a Constantino y sitió a Arelate cuando el general de Honorio, Constancio, llegó de Italia con un ejército (posiblemente, principalmente de mercenarios hunos). Las tropas de Gerontius lo abandonaron y él se suicidó. Constancio continuó el asedio, derrotando a un ejército de socorro. Constantino se rindió en 411 con la promesa de que su vida se salvaría, y fue ejecutado.
En 410, los oficiales romanos de Britania se rebelaron contra Constantino y desalojaron a sus funcionarios. Pidieron ayuda de Honorio, quien respondió que debían ocuparse de su propia defensa. Mientras que los británicos pudieron haberse considerado a sí mismos como romanos durante varias generaciones, y los ejércitos británicos en ocasiones puedieron haber luchado en la Galia, no se tiene constancia de que ningún gobierno central de Roma nombrase funcionarios en Britannia con posterioridad al año 410.
En 411, Jovino se rebeló y se hizo cargo de las tropas restantes de Constantino en el Rin. Contó con el apoyo de borgoñones y los alanos a quienes les ofreció suministros y tierra. En 413 Jovinus también reclutó a Sarus; Ataulfo destruyó su régimen en el nombre de Honorio, y ambos Jovinus y Sarus fueron ejecutados. Los borgoñones se asentaron en la orilla izquierda del Rin. Ataulfo entonces operaba en el sur de la Galia, a veces con los suministros a corto plazo de los romanos. Todos los usurpadores habían sido derrotados, pero grandes grupos bárbaros permanecieron impunes tanto en la Galia e Hispania.
Heracliano todavía estaba al mando en la diócesis de África, el último de la camarilla que derrocó Estilicón para retener el poder. En 413 dirigió una invasión de Italia, la cual perdió ante un subordinado de Constancio, y huyó de vuelta a África, donde fue asesinado por agentes de Constancio.
En enero de 414 fuerzas navales romanas bloquearon a Ataulfo en Narbona, donde se casó con Gala Placidia. Los asistentes de la boda incluían a Atalo, un emperador títere sin ingresos o soldados. Ataulfo pronunció la célebre frase que había abandonado su intención de establecer un imperio godo debido a la irremediable barbarie de sus seguidores, y en su lugar trató de restaurar el Imperio romano. Él entregó a Atalo al régimen de Honorio para su mutilación, humillación y exilio, y abandonó a los partidarios de Atalo. Uno de estos seguidores, Paulino Pellaeus, registró que los godos se consideraban misericordiosos por permitirle a él y a su casa salir miserablemente, pero vivo, sin haber sido violado. Ataulfo se trasladó fuera de la Galia, a Barcelona. Allí su pequeño hijo fue sepultado por Galla Placidia, y Ataúlfo fue asesinado por uno de sus criados domésticos, posiblemente un antiguo seguidor de Sarus. Su último sucesor, Walia, no tenía ningún acuerdo con los romanos; su pueblo tenían que saquear en Hispania por comida.

### 418: Asentamiento de los visigodos dentro del Imperio

Áreas saqueadas o reclamadas por los bárbaros en 416-418

En 416 Walia llegó a un acuerdo con Constancio; envió a Galla Placidia de vuelta a Honorio y recibió un pago de seiscientos mil modii de trigo. De 416 a 418, los godos de Walia atacaron en Hispania en nombre de Constancio, exterminaron a los vándalos silingos en la Bética y la redujeron a los alanos hasta el punto que los supervivientes buscaron la protección del rey de los vándalos Asding (por el momento se redujeron en número y fueron eficazmente intimidados, pero después se formó otro supergrupo bárbaro). En 418, por un acuerdo con Constancio, los godos de Walia aceptaron tierra para cultivar en Aquitania. Constancio también restituyó un consejo anual de las provincias galas del sur, que se reunía en Arelate. Aunque Constancio reconstruyó el ejército de campaña occidental en cierta medida –la Notitia Dignitatum da una lista de las unidades del ejército de campaña occidental en este momento–, lo hizo solamente por la sustitución de la mitad de sus unidades (disueltas en las guerras desde 395) por bárbaros ascendidos de graduación, y por tropas de la reserva retiradas de la frontera.
Constancio se había casado con la princesa Gala Placidia (a pesar de sus protestas) en 417. La pareja pronto tuvo dos hijos, Honoria y Valentiniano III, y Constancio fue asignado a la posición de Augusto en 420. Esto le valió la hostilidad de la corte oriental, que no había acordado con su asignación. sin embargo Constancio había alcanzado una posición inexpugnable en la corte occidental, en la familia imperial, y como el comandante en jefe de un ejército parcialmente restaurado.
Este acuerdo representa un verdadero éxito para el Imperio, un poema de Claudio Rutilio Namaciano celebra su viaje de vuelta a la Galia en 417 y su confianza en la restauración de la prosperidad. Pero marcó enormes pérdidas de territorio y de los ingresos; Rutilio viajó por barco más allá de los puentes en ruinas y el paisaje de la Toscana, y el oeste del río Loira se había convertido en el límite norte de la Galia romana En el este de la Galia los francos controlaban grandes áreas; la línea de control romano efectivo hasta 455 corría de norte de Colonia (perdió ante el Ripuarian franco en 459) de Boulogne. Las zonas italianas que habían sido obligadas a apoyar a los godos, habían remitido la mayoría de sus impuestos por varios años. Incluso en el sur de la Galia e Hispania grandes grupos bárbaros mantuvieron su propio ejército no romano, con miles de guerreros, y sistemas sociales. Algunos de vez en cuando reconocían un grado de control político romano, pero, sin la aplicación local de liderazgo romano y el poder militar, ellos y sus subgrupos individuales persiguieron sus propios intereses.

### 421-433: luchas tras la muerte de Flavio Constancio y de Honorio; nacimiento del reino vándalo en el norte de África
Constancio murió en 421, después de solo siete meses como Augusto. Había tenido cuidado para asegurarse de que no había ningún sucesor en espera, y sus propios hijos eran demasiado jóvenes para tomar su lugar. Honorio era incapaz de controlar su propia corte y la muerte de Constancio inició más de diez años de inestabilidad. Inicialmente Galla Placidia buscó el favor de Honorio con la esperanza de que su hijo podría heredar el puesto en última instancia. Otros intereses judiciales lograron derrotarla, y ella huyó con sus hijos a la corte oriental en 422. Honorio mismo murió, poco antes de su trigésimo noveno cumpleaños, en 423. Después de algunos meses de intriga, el patricio Castino instaló a Joannes como emperador occidental, en cambio, el gobierno Romano de Oriente proclamó el niño Valentiniano III como emperador de occidente, su madre Gala Placidia actuó como regente durante su minoría de edad. Joannes tenía pocas tropas propias. Por lo que envió a Aecio para conseguir ayuda de los hunos. Un batallón del Este aterrizó en Italia, capturado a Joannes, cortó su mano, y abusó de él en público, y lo mató junto con la mayoría de sus altos funcionarios. Aecio volvió, tres días después de la muerte Joannes, a la cabeza de un sustancial ejército huno que lo hizo el general más poderoso de Italia. Después de algunos combates, Placidia y Aecio llegaron a un acuerdo; los hunos fueron pagados y enviados a casa, mientras Aecio recibió el cargo de magister militum.
Gala Placidia, como Augusta, madre del emperador, y regente hasta 437, podría mantener una posición dominante en la corte, pero las mujeres en la Antigua Roma no ejercían poder militar y ella no podía ser un general. Ella intentó durante algunos años evitar la dependencia de una sola figura militar dominante, y mantener un equilibrio de poder entre sus varios oficiales de alto rango, Aecio (magister militum en la Galia), el conde Bonifacio gobernador en la diócesis de África, y Flavius Felix magister militum praesentalis en Italia. Mientras tanto, el Imperio se deterioró seriamente. Aparte de las pérdidas en la diócesis de África, Hispania fue deslizándose fuera del control central y cayó en las manos de los gobernadores locales y bandidos suevos. En la Galia la frontera del Rin se había derrumbado, los visigodos en Aquitania pueden haber lanzado nuevos ataques contra Narbona y Arelate, y los francos, cada vez más potentes, aunque desunidos, eran el principal poder en el noreste. Aremorica fue controlado por los bagaudas, líderes locales que no estaban bajo la autoridad del Imperio. Aecio hizo una campaña vigorosa y sobre todo victoriosa, derrotando a visigodos, francos agresivos, nuevos invasores germánicos, bagaudas en Aremorica, y una rebelión en Noricum. No es la primera vez en la historia de Roma en que, un triunvirato de gobernantes desconfiados mutuamente, resultó inestable. En 427 Félix trató de reconquistar a Bonifacio de África; él se negó, y venció la fuerza invasora de Félix. Bonifacio probablemente reclutó algunas tropas Vándalas entre otros.
En 428 los vándalos y los alanos se unieron bajo el poder del feroz, y longevo rey Genserico; quien trasladó todo su pueblo a Tarifa cerca de Gibraltar, los dividió en 80 grupos nominalmente de 1000 personas (tal vez 20 mil guerreros en total), y cruzó de Hispania a Mauritania sin oposición. El estrecho de Gibraltar no eran una vía importante en el momento, y no había fortificaciones significativas ni presencia militar en este extremo del Mediterráneo. Pasaron un año moviéndose lentamente a Numidia, derrotando a Bonifacio. Este regresaría a Italia, donde Aecio había recientemente ejecutado a Felix. Bonifacio fue ascendido a magister militum y se ganó la enemistad de Aecio, que pudo haber estado ausente en la Galia en el momento. En 432 los dos se encontraron en la batalla de Rávena, que dejaron a las fuerzas de Aecio derrotadas y a las de Bonifacio gravemente afectadas. Aecio se retiró temporalmente a sus fincas, pero después de un intento de asesinato levantó otro ejército huno (probablemente concediendo partes de Panonia a ellos) y en 433 regresó a Italia, superando a todos sus rivales. Aecio nunca amenazó con convertirse en un Augustus y por lo tanto mantuvo el apoyo de la corte oriental donde, el primo de Valentiniano, Teodosio II reinó hasta 450.

### 433-454: ascenso de Aecio, pérdida de Cartago
Aecio hizo una campaña vigorosa, en la estabilización de la situación en la Galia y en Hispania. Se basó en gran medida en sus fuerzas de hunos. Con una ferocidad celebrada siglos más tarde en el Cantar de los Nibelungos, los hunos masacraron a muchos borgoñones en el Rin medio, restablecieron a los supervivientes como aliados romanos, en el primer reino de Borgoña. Esto puede haber ocasionado el regreso de algún tipo de autoridad romana a Trier. Las tropas orientales reforzadas de Cartago, detuvieron temporalmente a los vándalos, quienes en 435 acordaron limitarse a Numidia y dejar las partes más fértiles del norte de África en paz. Aecio concentró sus limitados recursos militares para derrotar a los visigodos de nuevo, y su diplomacia restauró un poco el orden en Hispania. Sin embargo, su general Litorio fue derrotado por los visigodos en Toulouse, y un nuevo rey suevo, Requiario, comenzó a realizar asaltos a lo que quedaba de la Hispania romana. En un momento Rechiar incluso se alió con bagaudas. Estos fueron los romanos que no estaban bajo el control imperial; algunos de los motivos de la rebelión los indican los comentarios de un cautivo romano que era feliz en el lote de Atila, dando una cuenta animada de 
Los vicios de un imperio en declive, de los que habían sido víctima tanto tiempo; el cruel absurdo de los príncipes romanos, incapaces de proteger a sus súbditos contra el enemigo público, dispuestos a confiar en ellos con armas para su propia defensa; el peso intolerable de impuestos, aún más opresivo por los modos intrincados o arbitrarias de la colección; la oscuridad de numerosas y contradictorias leyes; las formas tediosas y costosas de los procesos judiciales; la administración parcial de la justicia; y la corrupción universal, lo que aumentó la influencia de los ricos, y agravó las desgracias de los pobres.

Una polémica religiosa de esta época se queja amargamente de la opresión y la violencia sufrido por todos, excepto los más ricos, muchos de los cuales deseaba huir al bagaudas o incluso con los malolientes bárbaros. 
Aunque estos hombres difieren en costumbres e idioma de aquellos con los que se han refugiado, y no están acostumbrados también, si se me permite decirlo, al olor nauseabundo de los cuerpos y la ropa de los bárbaros, sin embargo, prefieren la extraña vida que encuentran allí a la injusticia abunda entre los romanos. Así que te encuentras pasando por encima de los hombres en todas partes, ahora a los godos, ahora a la bagaudas, o lo que otros bárbaros han establecido su poder en cualquier lugar. Llamamos a esos hombres rebeldes y totalmente abandonados, a los que nos han obligado a delinquir. Porque por lo que otras causas eran hicieron bagaudas guardar por nuestros actos injustos, las decisiones malvadas de los magistrados, la proscripción y la extorsión de los que han convertido las exacciones públicas para el incremento de sus fortunas privadas e hizo el impuesto indicciones su oportunidad para el saqueo

De Britannia viene una indicación de la prosperidad que la libertad de los impuestos podría traer. 
Los estragos del enemigo eran apenas visible, que la isla fue inundada con una extraordinaria abundancia de todas las cosas, mayor de lo que se conoce antes, y con ella se criaron todo tipo de lujos y desenfreno.

La efectiva protección imperial de los ataques de los bárbaros fue buscada ansiosamente. Acerca de este tiempo las autoridades de Britannia pidieron a Aecio ayuda: 
"Para Aecio, ahora cónsul por tercera vez: los gemidos de los británicos ". Y por lo tanto de nuevo: -" Los bárbaros nos conducen al mar; el mar nos lanza de nuevo hacia los bárbaros: así dos modos de morir nos esperan, ya sea asesinado o ahogamos "Los romanos, sin embargo, no podía ayudarles..
Los visigodos dieron otro pasó en su camino hacia la plena independencia; hicieron su propia política exterior, el envío de princesas para unirse (y no sin éxito) en alianzas matrimoniales con Rechiar, rey de los suevos y con Hunerico, hijo del rey vándalo Genseric.

En 439 los vándalos se trasladaron hacia el este (abandonaron temporalmente Numidia) y capturaron Cartago, donde establecieron un Estado independiente con una poderosa armada. Esto trajo una crisis financiera inmediata para el Imperio de Occidente; la diócesis de África era próspera, normalmente requería pocas tropas para mantenerla segura, aportaba grandes ingresos fiscales, y trigo para alimentar a Roma —una parte del cual exportaba a otros lugares—. Tropas romanas se reunieron en Sicilia, pero el contraataque planeado nunca sucedió. los Hunos atacaron el imperio del Este, y
 las tropas, que habían sido enviadas contra Genserico, se apresuraron a recuperar Sicilia; las guarniciones, en el lado de Persia, se agotaron; y una fuerza militar fue reclutada en Europa, que hubiera sido temible por sus números, si los generales hubieran entendido la ciencia de comando, y los soldados el deber de obediencia. Los ejércitos del imperio oriental fueron vencidos en tres enfrentamientos sucesivos... Desde el Helesponto a Termópilas, y los suburbios de Constantinopla, Atila devastó, sin resistencia y sin piedad, las provincias de Tracia y Macedonia
 Las Invasiones de Atila del este fueron detenidas por las murallas de Constantinopla, y este extremo oriental del Mediterráneo fue fuertemente fortificado. No hubo invasiones bárbaras significativas por mar en las zonas ricas del sur de Anatolia, el Levante y Egipto. A pesar de amenazas internas y externas, y de la creciente discordia religiosa en Occidente, estas provincias se mantuvieron prósperas y contribuyentes para recolectar los impuestos; a pesar de los estragos de los ejércitos de Atila y las extorsiones de sus tratados de paz, el ingreso fiscal general siguió siendo adecuado para las funciones esenciales del Estado del imperio oriental. Genserico asentó los vándalos como propietarios de tierras y en 442 fue capaz de negociar los términos de paz muy favorables a la corte occidental. Mantuvo sus ganancias y su hijo mayor Hunerico fue honrado por el matrimonio con la princesa Eudocia, que llevaba la legitimidad de la dinastía de Teodosio. la Esposa Goda de Hunerico era sospechosa de tratar de envenenar a su padrastro Genserico; y ella fue enviada a casa sin nariz o las orejas, y su alianza goda llegó a su fin antes de tiempo. Los romanos recuperaron Numidia, y Roma de nuevo recibió un suministro de grano de África.
Las pérdidas de ingresos de la diócesis de África fueron equivalentes a los costos de casi 40 000 soldados de infantería o más de 20 000 de efectivos de caballería. El régimen imperial tuvo que aumentar los impuestos. A pesar de admitir que el campesinado no podía pagar más, y que un ejército suficiente no podía ser levantado, el régimen imperial protegió los intereses de los propietarios desplazados de África y permitió a los individuos ricos evadir impuestos.
Ataques al imperio de Atila el huno

En 444, los hunos se hallan unidos y sometidos a la autoridad de Atila. Superaban varias veces a otros grupos, predominantemente germanos. Su poder se basaba en parte en su capacidad permanente para recompensar a sus seguidores principales con metales preciosos, y continuaron atacando el Imperio de Oriente hasta 450; para entonces habían obtenido grandes sumas de dinero y muchas otras concesiones de este.

Atila pudo no haber necesitado ninguna excusa para voltear a Occidente, pero recibió una en la forma de una petición de ayuda de Honoria, hermana del emperador, que estaba siendo forzada a un matrimonio que le molestaba. Atila reclamó Honoria como su esposa y la mitad del territorio del Imperio de Occidente como su dote. Ante la negativa, invadió la Galia en el año 451 con un ejército enorme. En la sangrienta batalla de los Campos Cataláunicos la invasión fue detenida por las fuerzas combinadas de los bárbaros dentro del imperio occidental, coordinados por Aecio y apoyados por lo que las tropas que pudieron reunir. Al año siguiente, Atila invadió Italia y procedió a marchar sobre Roma, pero un brote de enfermedad en su ejército, falta de suministros, informes de que las tropas romanas de Oriente estaban atacando a su población no combatiente en Panonia, y, posiblemente, la súplica del Papa León por la paz influyeron en él para detener esta campaña. Atila murió inesperadamente de un año más tarde (453) y su imperio se desmoronó con sus seguidores luchando por el poder. La vida de Severino de Nórico da pistas de la inseguridad general y la retirada definitiva de los romanos en el Danubio superior, a raíz de la muerte de Atila. Los romanos estaban sin fuerzas adecuadas; los bárbaros infligieron la extorsión, asesinato, secuestro y saqueo de los romanos y uno del otro. 
 En tanto que el dominio romano duró, los soldados se mantuvieron en muchas ciudades a expensas del público para proteger el muro de la frontera. Cuando esta costumbre cesó, los escuadrones de soldados y el muro de la frontera fueron borrados juntos. La tropa en Batavis, sin embargo. Algunos soldados de esta tropa que habían ido a Italia a buscar el pago final a sus camaradas, y nadie sabía que los bárbaros los habían matado en el camino

En 454 Aecio fue apuñalado a muerte personalmente por Valentiniano, quien fue asesinado por los partidarios del general muerto un año más tarde. 
 Pensó que había matado a su amo; se encontró con que había matado a su protector, y él, indefenso, cayó víctima a la primera conspiración que fue tramada contra su trono.
Un rico aristócrata senatorial, Petronio Máximo, que había alentado a ambos asesinatos, a continuación, se apoderó del trono. Él rompió el enganche entre Hunerico, príncipe de los vándalos, y la princesa Eudoxia, y tuvo tiempo de enviar Avito para pedir la ayuda de los visigodos en la Galia antes de que los vándalos navegaran a Italia. Petronio fue incapaz de reunir cualquier respuesta eficaz y fue asesinado por una turba mientras trataba de huir de la ciudad. Los vándalos entraron en Roma, y saquearon durante dos semanas. A pesar de la escasez de dinero para la defensa del Estado, una considerable riqueza privada se había acumulado desde el saqueo anterior de 410. Los vándalos salieron con grandes cantidades de tesoro y también con la princesa Eudocia, que se convirtió en la esposa de un rey vándalo y en madre de otro.

Los vándalos conquistaron Sicilia, y su flota se convirtió en un peligro constante para el comercio marítimo romano y de las costas e islas del Mediterráneo occidental.

### 455-456: fracaso de Avito, pérdidas en la Galia y ascenso de Ricimero
Avito, en la corte visigoda en Burdigala, se declaró emperador. Se trasladó a Roma con el apoyo de los visigodos, que ganó su aceptación por Mayoriano y Ricimero, comandantes del ejército romano restante de Italia. Esta fue la primera vez que un reino bárbaro había jugado un papel clave en la sucesión imperial. Sidonio, yerno de Avito, escribió propaganda para presentar el rey visigodo Teodorico II como un hombre razonable, con el que un régimen romano podía hacer negocios.
El pago de Teodorico incluyó el metal precioso los adornos públicos restantes de Italia, y una campaña, sin supervisión romana, de las tropas visigodas en Hispania. Allí, no solo derrotaron a los suevos, ejecutando al cuñado de Requiario, sino que también saquearon las ciudades romanas. Mientras tanto, los burgundios expandieron su reino en el valle del Ródano y los vándalos tomaron los restos de la diócesis de África.
En 456, el ejército visigodo estaba demasiado ocupado en Hispania para ser una amenaza efectiva para Italia, y Ricimero acababa de destruir una flota pirata vándala de sesenta naves. Mayoriano y Ricimero marcharon contra Avito y lo derrotaron cerca de Placencia. Avito se vio obligado a convertirse en obispo de Plasencia, y murió (posiblemente asesinado) unas semanas más tarde.

### 457-467: resurgimiento con Mayoriano, intento de recuperar África, control de Ricimero

Durante sus cuatro años de reinado, Mayoriano reconquistó la mayor parte de Hispania y el sur de Galia e hizo de los visigodos, burgundios y suevos pueblos federados.

Italia estaba ahora bajo el control de Mayoriano y Ricimero. Ricimero era el hijo de un rey suevo y su madre era hija de una goda, así que no podía aspirar al trono imperial romano. Después de algunos meses, que le permitieron la negociación con el nuevo emperador de Constantinopla, León I, y la victoria de uno de sus subordinados sobre 900 invasores alamanes en Italia, Mayoriano fue aclamado como Augusto. Mayoriano es descrito por Gibbon como "un gran y heroico personaje".
Durante su corto reinado, se reconstruyó el ejército y la marina de Italia con vigor y se dedicó a la recuperación de las provincias galas restantes, que no habían reconocido su ascenso. Él derrotó a los visigodos en la Batalla de Arelate, reduciéndolos a un estatus federado y que les obligó a renunciar a sus reclamos en Hispania; y pasó a someter a los burgundios, los galo-romanos alrededor Lugdunum (que fueron objeto de concesiones fiscales y cuyos funcionarios de alto nivel fueron nombrados a partir de sus propias filas) y los suevos y bagaudas en Hispania.
Marcelino, magister militum en Dalmacia, pagano y general de un ejército bien equipado, lo reconoció como emperador y recuperó a Sicilia de los vándalos. Egidio también reconoció a Mayoriano y se hizo cargo del norte de la Galia. (Egidio también puede haber utilizado el título de «rey de los francos».) Los abusos en la recaudación de impuestos se reformaron y los ayuntamientos se fortalecieron, ambas acciones necesarias para reconstruir la fuerza del Imperio pero desventajosa para los aristócratas más ricos. Mayoriano preparó una flota en Cartago Nova para la reconquista esencial de la diócesis de África.
Sin embargo, la flota fue quemada por traidores, y Mayoriano tuvo que hacer las paces con los vándalos, regresando a Italia. Al arribar a Roma, Ricimero lo arrestó y lo ejecutó cinco días después. Marcelino en Dalmacia, y Egidio alrededor de Soissons, en el norte de la Galia, rechazaron tanto a Ricimero, como a sus títeres, y mantuvieron una versión de la dominación romana en sus áreas de influencia. Ricimero más tarde entregó a Narbona y sus alrededores a los visigodos, en recompensa por su ayuda contra Egidio. Esto hizo imposible a los ejércitos romanos marchar de Italia a Hispania.
Ricimero fue, a partir de entonces entonces, el gobernante de Italia (pero poco más) durante varios años. De 461 a 465, el piadoso aristócrata italiano Libio Severo reinó a la sombra del "hacedor de emperadores". No hay constancia de nada significativo que Libio Severo incluso haya intentado lograr. Nunca fue reconocido por el Gobierno de Constantinopla, cuya ayuda era necesaria para Ricimero, y murió convenientemente en 465, posiblemente envenenado.

### 467-472: Antemio, emperador del oeste y general del este

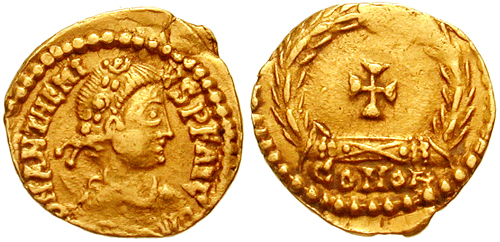
Tremissis de Antemio

Después de 16 meses sin un emperador occidental, el tribunal del Este nombró a Antemio, un general de éxito que tuvo un fuerte apoyo del trono del Este. Llegó a Italia con un ejército, apoyado por Marcelino y su flota; casó a su hija Alipia con Ricimero, y fue proclamado Augusto en 467, con el beneplácito de León I.
En 468, al gran gasto, el imperio oriental formó una enorme fuerza para ayudar a Occidente a retomar la diócesis de África. Marcelino expulsó rápidamente a los vándalos de Cerdeña y Sicilia, y una invasión terrestre los desalojó fuera de Tripolitania. El comandante en jefe de la fuerza principal derrotó a una flota vándala cerca de Sicilia y desembarcó en el cabo Bon. Aquí, Genserico ofreció su rendición, si podía tener una tregua de cinco días para preparar el proceso. Él utilizó el respiro para preparar un ataque a gran escala precedido por naves de guerra, que destruyeron la mayor parte de la flota romana y mataron a muchos de sus hombres.
Los vándalos reafirmaron su posesión de la diócesis de África y volvieron a tomar Cerdeña y Sicilia. Marcelino fue asesinado, posiblemente por orden de Ricimero. El prefecto pretoriano de la Galia, Arvando, trató de persuadir al nuevo rey de los visigodos para que se rebelase, con el argumento de que el poder romano en la Galia había terminado de todos modos, pero este se negó.
Antemio todavía estaba al mando de un ejército en Italia. Además, en el norte de la Galia, un ejército bretón acaudillado por Riotamo, operaba a favor de los intereses imperiales. Antemio envió a su hijo al otro lado de los Alpes, con un ejército, para exigir que los visigodos regresaran el sur de la Galia al control romano. Esto habría permitido que el Imperio recuperara el acceso a Hispania de nuevo. Sin embargo, los visigodos se negaron, derrotaron a las fuerzas de ambos Riotamo y Antemio y se repartieron con los burgundios casi todo el territorio imperial restante en el sur de la Galia.
Ricimero entró en conflicto con Antemio y lo sitió en Roma. La ciudad se rindió por hambre en julio de 472. Antemio fue capturado y ejecutado por orden de Ricimero. Anicio Olibrio fue proclamado como nuevo emperador de Occidente y coronado por el príncipe burgundio Gundebaldo, que era sobrino de Ricimero. En agosto, Ricimero murió de una hemorragia pulmonar. Olibrio murió poco después, en octubre del mismo año.

### 472-476: últimos emperadores

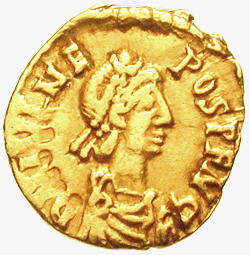
Tremissis de Julio Nepote

Tras la muerte de Olibrio, hubo un interregno hasta marzo de 473, cuando Gundebaldo proclamó a Glicerio como nuevo emperador. Glicero pudo haber hecho algún intento de intervenir en la Galia. Sin embargo, si así fue, no tuvo éxito.
En 474, Julio Nepote, sobrino y sucesor del general Marcelino, llegó a Roma con los soldados y la autoridad del emperador de Oriente León I. Gundebaldo se había marchadoa a la Galia, para disputar el trono de Borgoña, por lo que Glicerio se rindió sin luchar. Se retiró para convertirse en obispo de Salona, en Dalmacia.
En 475, Flavio Orestes, exsecretario de Atila, expulsó a Julio Nepote de Rávena, la capital imperial, y proclamó a su propio hijo Flavio Momillo Rómulo Augusto (Rómulo Augústulo) nuevo emperador de Occidente, el 31 de octubre. Su apellido "Augusto" (gran emperador) fue cambiado a 'Augústulo' (pequeño emperador) por los rivales, pues todavía era menor de edad y nunca fue reconocido fuera de Italia como gobernante legítimo.
En 476, Orestes se negó a conceder a Odoacro y a los hérulos el estado de federados, lo que provocó una invasión. Orestes huyó a la ciudad de Pavía, el 23 de agosto de 476, donde el obispo de la ciudad le dio asilo. Sin embargo, Orestes pronto fue obligado a huir de Pavía, cuando el ejército de Odoacro se abrió paso a través de las murallas y asoló la ciudad. El ejército de Odoacro persiguió a Orestes a Piacenza, donde lo capturaron y lo ejecutaron, el 28 de agosto de 476.
El 4 de septiembre de 476, Odoacro obligó a abdicar al adolescente de 16 años de edad, Rómulo Augústulo, a quien su padre Orestes había proclamado emperador de Roma. Después de deponer a Rómulo, Odoacro decidió no ejecutarlo. El Anónimo Valesiano escribió que Odoacro, "teniendo piedad de su juventud", perdonaba la vida de Rómulo y le concedió una pensión anual de 6000 sólidos, antes de mandarlo a vivir con familiares en Campania. Odoacro luego se instaló como gobernante sobre Italia, y envió las insignias imperiales a Constantinopla.

### 476: Fin del Imperio romano de Occidente

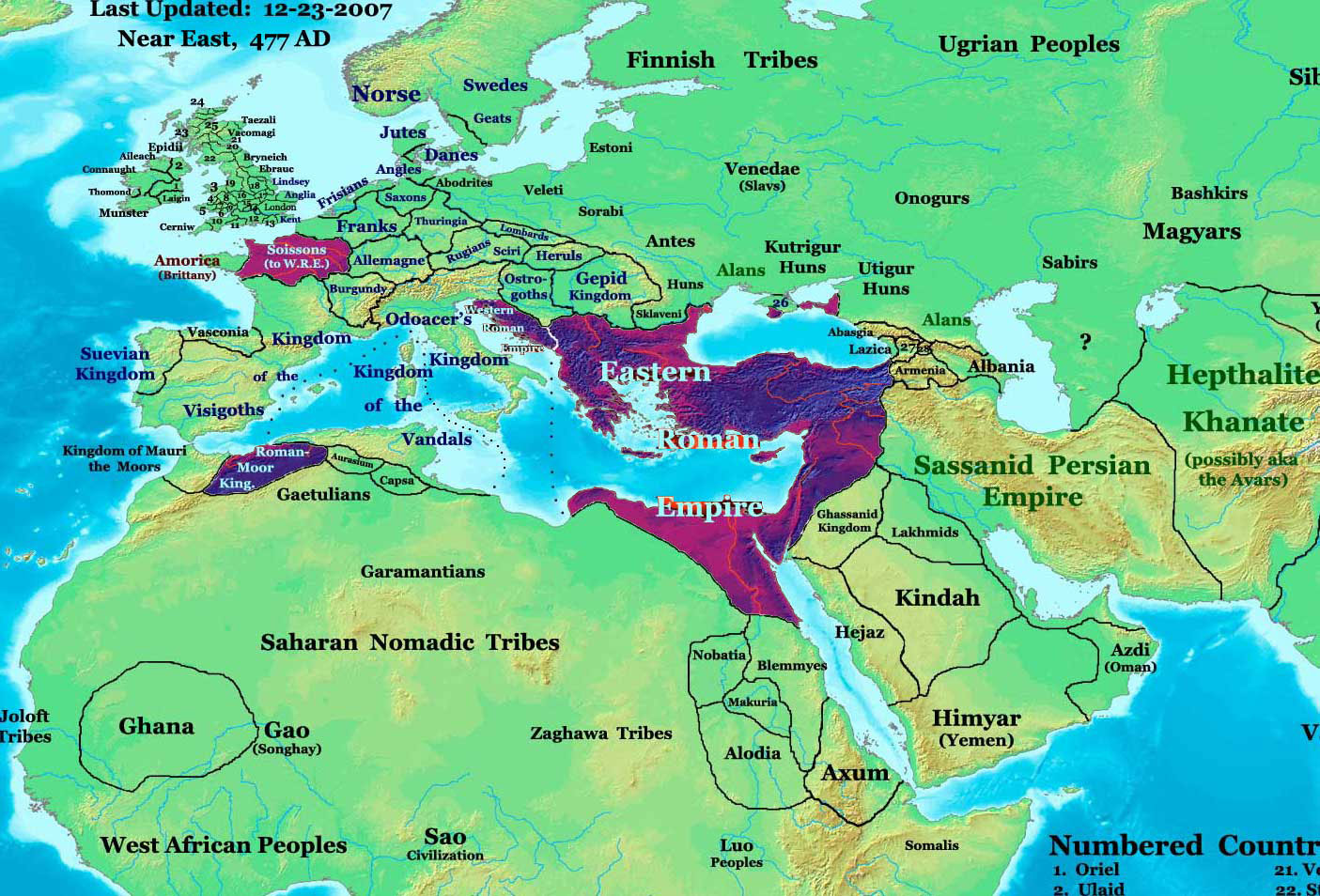
Europa en 477. Las zonas coloreadas son los territorios donde se mantuvo la autoridad romana tras el derrocamiento de Rómulo Augustulo.

Por convención, se considera que el Imperio romano de Occidente terminó el 4 de septiembre de 476, cuando Odoacro depuso a Rómulo Augústulo y se proclamó gobernante de Italia, pero dicha convención está sujeta a muchos matices. En teoría constitucional romana, el Imperio seguía simplemente unido bajo un emperador, lo que no implica un abandono de las reivindicaciones territoriales. En las zonas de convulsiones del Imperio moribundo se había hecho legítima la autodefensa organizada. Estados en ruinas continuaron bajo alguna forma de dominación romana después de 476.
Julio Nepote todavía pretendía ser emperador de Occidente y controlar Dalmacia hasta su asesinato en 480. Siagrio, hijo de Egidio, gobernó el dominio de Soissons hasta su asesinato en 487. Los habitantes indígenas de Mauritania desarrollaron reinos propios, independientes de los vándalos, con fuertes rasgos romanos. Nuevamente pidieron el reconocimiento imperial con las reconquistas de Justiniano I, y pusieron una resistencia efectiva a la conquista musulmana del Magreb en el siglo VII.
Si bien las ciudades de Britania se hundieron en un nivel de desarrollo material inferior incluso a su Edad de Hierro prerromana, mantuvieron rasgos identificables a los romanos durante algún tiempo, y continuaron cuidando su propia defensa, tal y como Honorio había autorizado. De esta época, surgen las leyendas artúricas, tal vez basadas en un caudillo romanobritano real, que defendió la isla de las invasiones sajonas.

El Reino ostrogodo, que surgió en parte del territorio del desaparecido Imperio romano de Occidente.

Odoacro comenzó a negociar con el emperador romano de Oriente (Bizancio) Zenón, que estaba ocupado con los disturbios en Oriente. Zenón finalmente le concedió a Odoacro el rango de patricio y lo aceptó como su virrey de Italia. Zenón, sin embargo, insistió en que Odoacro tuviera que rendir homenaje a Julio Nepote como el emperador del Imperio de Occidente. Odoacro nunca regresó cualquier territorio o poder real, pero hizo emitir monedas en el nombre de Julio Nepote en toda Italia. El asesinato de Julio Nepote en 480 (Glicerio puede haber sido uno de los conspiradores) impulsó a Odoacro a invadir Dalmacia, anexándola a su Reino de Italia.
En 488, el emperador oriental autorizó a un caudillo godo problemático, Teodorico (más tarde conocido como "el Grande") a invadir Italia con su ejército. Después de varias campañas, en 493 Teodorico y Odoacro acordaron gobernar conjuntamente. Celebraron su acuerdo con un banquete de reconciliación, en el que los hombres de Teodorico asesinaron a los de Odoacro y Teodorico personalmente cortó a Odoacro en dos.
Clodoveo (en Galia), Hunerico (en África), Teodorico (como rey en Italia y regente en Hispania), juraron lealtad a Oriente, siendo ambos nombrados cónsules por el Emperador, representándole y actuando en su nombre.

## Legado
El Imperio romano no era solo una unidad política forzada por la violencia. También ocasionó el progreso de la civilización en la cuenca del Mediterráneo y más allá. Impulsaba la producción, el comercio, y la arquitectura, la alfabetización secular generalizada, la ley escrita, y una lengua internacional de la ciencia y la literatura.
Los bárbaros occidentales, romanos por el ius soli, continuaron el legado romano bajo nuevas formas, influenciados desde Constantinopla.

Al observar las continuidades culturales y arqueológicas a través del período, más allá del control político-militar perdido, el proceso ha sido revaluado como una transformación cultural compleja, más que una caída meramente política.

## Influencia climatica en la caída
Entre el siglo III a. C. y la segunda mitad del III d. C. tuvo lugar una fase de bonanza, estable y con temperaturas suaves, a la que se ha llamado periodo cálido romano y que coincide en líneas generales con la expansión imperial.
El investigador McMichael, dijo que en la práctica y en la expansión de Roma, “el sistema del clima mediterráneo se extendió al norte muchos centenares de kilómetros, y llevó veranos más cálidos y secos e inviernos más húmedos y suaves a gran parte de Europa Occidental". Pero entre 250 y 300 se produjo un cambio, que hizo que el área de influencia del clima mediterráneo retrocedió y la temperatura en el norte de Europa Occidental descendió un grado centígrado. Así, por lo que respecta a la producción agrícola, un enfriamiento de un solo grado, sumado a un descenso también de las lluvias, tuvo efectos devastadores en muchas regiones, al hacerse más frecuente las malas cosechas. La inseguridad alimentaria resultante agravó la crisis económica, social y militar del Imperio en el siglo III, que se vio coronada por la inestabilidad política.
Al cambio de clima le siguió tres grandes erupciones volcánicas entre los años 536 y 547.
Según varios investigadores, no solo el mundo romano se había expandido gracias a la bonanza climática, sino que parte de los pueblos germánicos se habían beneficiado de unas buenas condiciones meteorológicas y habían adoptado técnicas de explotación agrícola acorde con estas. Cuando el clima cambió, también estas tribus sufrieron las consecuencias y migraron hacia el sur. Los hunos, procedentes de aquella región y empujados también por las malas condiciones climáticas, llegaron incluso hasta Europa Occidental. Los pueblos germánicos, a su vez, empujados por estos, se desplazaron hacia el sur.

## En las artes y la cultura popular
La caída del Imperio romano de Occidente es un momento histórico fundamental, y por ello ha dado título a numerosos libros, pinturas y películas; por ejemplo, La caída del Imperio romano (Anthony Mann, 1964). Es también una metáfora de uso frecuente, aplicada de forma recurrente cada vez que se vaticina el declive de alguna cultura o de un país influyente y poderoso. 